# Fuscopannaria crustacea
Fuscopannaria crustacea är en lavart som beskrevs av P. M. Jørg. Fuscopannaria crustacea ingår i släktet Fuscopannaria och familjen Pannariaceae.   Inga underarter finns listade i Catalogue of Life.